# 북면 (영월군)
북면(北面)은 대한민국 강원특별자치도 영월군의 면이다. 면적은 111.34 km2, 인구는 2015년 12월 말 주민등록 기준으로 2,351 명이다.

## 행정 구역
- 마차리(磨磋里) - 8리
- 문곡리(文谷里)
- 연덕리(延德里)
- 공기리(恭基里)
- 덕상리(德上里)

## 교육
- 마차초등학교
  - 문곡분교
  - 연덕분교
  - 공기분교
- 마차중학교
- 마차고등학교

## 천연기념물
- 영월 문곡리의 건열구조 및 스트로마톨라이트